# Eilema sarceola
Eilema sarceola là một loài bướm đêm thuộc phân họ Arctiinae, họ Erebidae.